# قلعه شکی
قلعه شکی (ترکی آذربایجانی: Nuxa qalası) یک قلعه متعلق به سده ۱۵ میلادی در شهر شکی کشور جمهوری آذربایجان است.